# (2853) Harvill
(2853) Harvill (1963 RG) – planetoida z pasa głównego asteroid okrążająca Słońce w ciągu 3,59 lat w średniej odległości 2,34 j.a. Odkryta 14 września 1963 roku.